# Makram Missaoui
Makram Missaoui (Makrem Al-Missaoui, arabisch مكرم الميساوي, geb. 14. Februar 1981 in Tunis) ist ein tunesischer Handballer. Er hat für die Nationalmannschaft und zuletzt für CS Dinamo București (Rumänien) gespielt.
Er nahm mit der Nationalmannschaft an den Olympischen Sommerspielen 2016 in Rio de Janeiro teil.

## Erfolge

### Nationalmannschaft
Afrikameisterschaft
- : 2018 Gabun
- : 2020 Tunis

Mittelmeerspiele
- : Tarragona 2018